# 2025年のカリフォルニア山火事
アメリカ合衆国カリフォルニア州で2025年1月に発生した山火事。カリフォルニア州南部の山火事、特にロサンゼルス大都市圏で発生した一連の火災により、少なくとも28人が死亡、数千の建物が破壊され、避難や広範囲にわたる停電が発生した。

## 背景
カリフォルニアの「火災シーズン」の時期は、それまでの冬と春の降水量、熱波や風などの天候の頻度と厳しさ、植生に含まれる水分量によって変動する。
北カリフォルニアでは通常、春の終わりから秋の初めにかけて山火事が発生し、暑く乾燥した夏がピークとなる。時折、寒冷前線が通過し、風や雷をもたらすこともある。南カリフォルニアの火災シーズンも同様で、晩春から秋にかけてピークを迎える。
州内のいずれの地域でも、火災活動のピークの厳しさと期間は、気象現象によって調整される。下り坂や沖合で発生する風は、火災の危険な天候をもたらす。一方、沿岸流や太平洋気象システムは、山火事の成長を妨げる条件をもたらすことがある。

## 概要
気候科学者によると、人為的気候変動は、まず非常に強い降雨（植生を増加させる）をもたらし、次に非常に強い干ばつ（植生を乾燥させる）をもたらすことによって、この現象の可能性を高めた。このような現象が発生する可能性は、1950年から31-66％増加した。以前の気候モデルはそのリスクを過小評価していたが、そのモデルでさえ、気温が3度上昇すれば、そのような現象が起こる可能性は現在の2倍になると述べている。気候変動はまた、風の強さを増し、山火事を止めるために利用できる水の量を減らす。
カリフォルニア大学の科学者たちは、1980年から2023年の平均気温と2024年の異常高温の差だけで、山火事の原因のひとつである水分不足の25％が生じると推定し、暫定的な評価を行った。彼らは、「人為的な温暖化はこの時期より前に起こっており、2024年の異常高温の影響に関する我々の推定は保守的である」と述べている。彼らの研究はいまだ査読を受けていない。
ClimaMeter社の別の分析によると、1950-1986年と比較して、1987-2023年の間、山火事が始まった地域の気象条件は、「最大5℃暖かく、3mm/日（最大15％）乾燥し、最大5km/h（最大20％）風が強くなった」と推定された。これは主に気候変動によるものであり、自然変動が果たした役割はわずかであった。さらに、気候変動によってカリフォルニアの山火事シーズンが長くなり、サンタアナ風のシーズン（10月～1月）とさらに重なった。 Climate CentralとWorld Weather Attributionによるイベント・アトリビューションでも、気候変動が山火事の可能性を1つではなく、複数の方法で強く高めていることがわかった。
この山火事によって、マリブにあるカーボン・ビーチ（通称「ビリオネアズ・ビーチ」）の多くの家を含む、カリフォルニアで最も裕福な人々の家が破壊された。これらの山火事の推定被害額は約2500億から2750億米ドルである。